# لويز ألكسندر
لويز الكسندر (بالإنجليزية: Louise Simonson) (و. 1946  م) هي كاتبة قصص مصورة، وكاتبة سيناريو أمريكية، ولدت في أتلانتا. هي كاتبة ومحررة قصص مصورة أمريكية. اشتهرت بعملها على عناوين الكتب المصورة مثل "كونان البربري"، و"باور باك"، و"إكس-فاكتور"، و"المتمردون الجدد"، و"سوبرمان: رجل الصلب"، و"ستيل". وتُعتبر من المؤلفين الذين قاموا بتعاون في إبداع عدد من شخصيات الكتب المصورة مثل كابل وستيل وباور باك وريكتور ودومسدي وشرير إكس-مين أبوكاليبس.
اعترافًا بمساهماتها في مجال الكتب المصورة، أدرجت "كوميكس أليانس" لويس سيمونسون ضمن قائمة الكتاب النساء الاثني عشر اللاتي يستحقن التقدير على مدار الحياة.

## وصلات خارجية
- لويز ألكسندر على موقع IMDb (الإنجليزية)
- لويز ألكسندر على موقع قاعدة بيانات الفيلم (الإنجليزية)

- لويز ألكسندر في قاعدة بيانات الأفلام على الإنترنت